# Kurt Rauch
Kurt Rauch (ur. 1908, zm. ?) – zbrodniarz nazistowski, członek załogi niemieckiego obozu koncentracyjnego Dachau i SS-Oberscharführer.
Członek NSDAP, SS (od 1932) i Waffen-SS (od 1933). Od 1934 pełnił służbę jako posłaniec, urzędnik administracji, ordynans i telefonista w obozie głównym Dachau do lipca 1938. Następnie został kierownikiem jednego z warsztatów, w których pracowali więźniowie i pozostał na tym stanowisku do lipca 1943.
W procesie członków załogi Dachau (US vs. Nikolaus Fiedler i inni), który miał miejsce w dniach 22–23 maja 1947 przed amerykańskim Trybunałem Wojskowym w Dachau skazany został na 3 lata pozbawienia wolności za pobicie czterech więźniów żydowskich w 1942.